# Bentfield Bury
Bentfield Bury – wieś w Anglii, w hrabstwie Essex. Leży 29 km na północny zachód od miasta Chelmsford i 48 km na północny wschód od Londynu.